# 李贵人 (雍正帝)
李贵人（？—1760年），出身不詳，清朝雍正帝之貴人，葬於泰陵妃園寢:352。

## 生平
目前並不清楚李貴人是在何時、以何方式被雍正帝收為後宮主位。雍正元年二月十四日，雍正帝下旨曰：「奉太后額娘懿旨，年氏側福晉封為貴妃，李氏側福晉、錢氏格格封為妃，宋氏格格、耿氏格格封為嬪」，沒有李貴人之名，似乎表明她並非雍正帝潛邸時的侍妾。雍正七年封為李貴人:352。雍正九年正月至十二月，李貴人在五位貴人（依次為老貴人、郭貴人、李貴人、劉貴人、安貴人）中排行第三。雍正十三年年底，當時仍在世的雍正帝貴人有四位，依次為郭貴人、安貴人、李貴人與海貴人，李貴人排在第三位。乾隆二十五年（1760年）四月二十八日，李貴人薨逝，四月二十九日奉移，同年九月二十一日百日禮致祭
。之後葬入清西陵泰陵妃园寝。嘉庆十年七月十九日，芸贵人薨逝後的喪葬礼仪与乾隆二十五年李贵人之例相同。
野史稱乾隆帝真正生母為熱河行宮宮女李金桂，她的歷史原型或为世宗李贵人，抑或另一位同姓李氏的世宗李常在。